# Amalberga di Temse
Amalberga o Amalia di Temse (741 circa – Temse, 10 luglio 772) è stata una monaca cristiana belga, particolarmente venerata come santa nelle Fiandre. Non va confusa con sant'Amalberga di Maubeuge, anch'essa in vissuta in Lotaringia circa mezzo secolo prima e anch'essa venerata in Belgio.

## Agiografia
Di lei esiste una Vita scritta dal monaco Gozzelino di Canterbury. Sarebbe stata allevata da santa Landrada facendosi poi monaca. Il suo agiografo narra che di lei si era invaghito Carlo Magno, sebbene altre fonti dicano che fosse Carlo Martello; lei gli oppose un netto rifiuto e si rifugiò in chiesa, prostrandosi innanzi ad un altare: il tentativo di Carlo di sollevarla fu inutile ed egli si ruppe anche un braccio senza ottenere il suo scopo. Questo suo tentativo gli costò una malattia, che guarì grazie al perdono ed alle preghiere di Amalberga. Visse a Temse i suoi ultimi anni, vi morì e vi fu sepolta.
Le vennero attribuiti numerosi miracoli tra i quali aver attraversato un fiume a cavallo di un grosso pesce (di qui l'attributo con la quale viene rappresentata). 

## Culto
Un secolo dopo la morte le sue reliquie furono traslate nel monastero di San Pietro di Monte Blandino a Gand, in Belgio, e furono ivi solennemente esposte nel 1073. Uno scritto dell'imperatore Carlo il Calvo, datato 1º aprile 870, attesta infatti che le reliquie di santa Amalberga vergine erano allora conservate presso il monastero di San Pietro di Monte Blandino.
È particolarmente venerata a Temse, Gand, Munsterbilzen ed in molte altre località delle Fiandre.
La sua memoria liturgica cade il 10 luglio.